# Else Knake
Else Knake (* 7. Juni 1901 in Berlin; † 8. Mai 1973 in Mainz) war eine deutsche Medizinerin und Zellforscherin und spätere Abteilungsleiterin im Kaiser-Wilhelm-Institut für Biochemie, später in der Max-Planck-Gesellschaft. 1946 wurde sie zur ersten Dekanin an einer Universität in Deutschland ernannt.

## Leben
Sie studierte von 1921 bis 1926 Medizin an der Universität Leipzig und promovierte 1929 an der Medizinischen Fakultät der Universität Berlin über „Die Behandlung der Lebererkrankung mit Insulin und Traubenzucker unter Berücksichtigung des Kindesalters“. Von 1929 bis 1932 war sie wissenschaftlicher Gast am Kaiser-Wilhelm-Institut für Biologie in Berlin-Dahlem. Von 1932 bis 1935 war sie Assistentin an der Berliner Universität, ab 1935 arbeitete sie als Mitarbeiterin im Pathologischen Institut der Medizinischen Fakultät der Universität Berlin, wobei sie von 1939 bis 1943 inoffizielle Leiterin der Abteilung für experimentelle Zellforschung und „Vorsteherin der III. Abteilung für experimentelle Zellforschung“ war.
1940 habilitierte sie mit der Arbeit „Beitrag zur Frage der Gewebekorrelation“. 1943 wechselte sie an das Kaiser-Wilhelm-Institut für Biochemie in Berlin-Dahlem, wo sie eine eigene Abteilung für Zellforschung bekam. Von 1945 bis 1963 gehörte sie mit ihrer Abteilung zu verschiedenen Instituten der Kaiser-Wilhelm bzw. Max-Planck-Gesellschaft. Außerdem wurde sie im Januar 1946 als Professorin mit Lehrauftrag an der Medizinischen Fakultät der Universität Berlin ernannt, deren Dekanin sie im August 1946 und im Oktober desselben Jahres Prodekanin wurde. Von dieser Position wurde sie aus politischen Gründen von Rektor Johannes Stroux abgesetzt, weil sie die Studenten unterstützt hat. Seit 1948 war sie Honorar-Professorin an der FU Berlin. Von 1962 bis zu ihrer Pensionierung aus Krankheitsgründen war sie Leiterin der Forschungsstelle für Gewebezüchtung in der Max-Planck-Gesellschaft. 1963 schied sie wegen schwerer Krankheit als Abteilungsleiterin aus. 1970 zog sie nach Mainz, wo sie 1973 verstarb.
Else Knake war anfangs Medizinerin, wechselte dann das Forschungsgebiet und beschäftigte sich mit der Zellforschung, darunter mit der Gewebezüchtung.